# Верхний Булай
Верхний Булай — село в Черемховском районе Иркутской области России. Административный центр Булайского муниципального образования. Находится примерно в 13 км к югу от районного центра.

## Население
| 2002 | 2010 | 2011 | 2012 |
| ---- | ---- | ---- | ---- |
| 606  | ↗635 | ↘633 | ↘623 |